# Ferrari Amalfi
Ferrari Amalfi (тип F169M) — це гранд-туристський автомобіль італійського виробника Ferrari, випуск якого заплановано на 2026 рік. Він має передньо-центральне розташування двигуна та задній привід. Автомобіль прийшов на заміну Ferrari Roma.

## Двигун
- 3.9 L Ferrari F154BE V8 twin-turbo 640 к.с. при 5750–7500 об/хв 760 Нм при 3000–5750 об/хв